# Hanna Mecke
Hanna Mecke (* 28. März 1857 in Lingen; † 11. Mai 1926 auf Norderney) war eine deutsche Kindergärtnerin und Fröbelpädagogin.

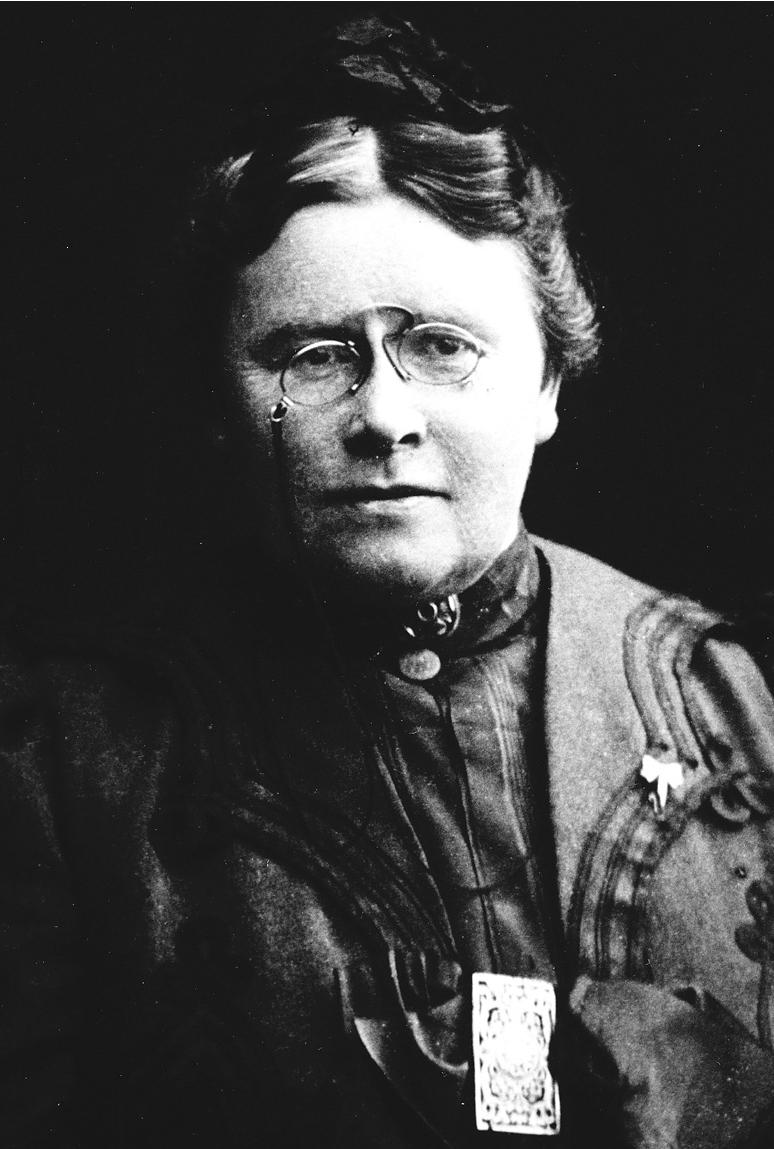
Hanna Mecke

## Leben und Wirken
Johanna Ottilie Wilhelmine war die älteste von vier Kindern. Nach dem Besuch der einfachen Bürgerschule absolvierte sie noch eine Höhere Töchterschule in Verden an der Aller. Da sie zum Unterhalt der Familie beitragen musste, arbeitete Hanna Mecke als Haushaltsgehilfin und Kindergartenpflegerin, später als Kindergartenleiterin und Privaterzieherin. Nach dem Tod des Vaters kehrte sie 1876 wieder in die Familie zurück, die inzwischen nach Norden umgezogen war. Dort gründete und leitete sie einen Privatkindergarten. Einige Jahre später absolvierte Hanna Mecke eine Kindergärtnerinnenausbildung an der Dresdner Fröbelstiftung, gegründet und gleitet von Bertha von Marenholtz-Bülow, und legte zusätzlich 1889 in Hannover das Lehrerinnenexamen ab.
1890 übernahm sie in Emden die Leitung einer neu gegründeten Bildungsanstalt für Kindergärtnerinnen, die bald dem Evangelischen Diakonieverein  angeschlossen wurde. 1903 rief Hanna Mecke, die 1895 in den Evangelischen Diakonieverein eintrat, in Kassel eine Ausbildungsstätte mit dem Namen Fröbelseminar ins Leben. Ihre Schöpfung, die sie bis 1912 leitete, entwickelte sich rasch zu einer der führenden Ausbildungsstätte für Kindergärtnerinnen im Norddeutschen Raum. In ihrer Bildungsinstitution lehrte und entwickelte sie das pädagogische Konzept des Einheitsstoffes:
Ich führte – eine einheitliche Arbeit im Sinne Fröbels zu ermöglichen – die „Einheitspunkte“ ein, d. h. stellte einen „Einheitsstoff“ in den Mittelpunkt aller Beschäftigungen, Bewegungsspiele, Lieder und Erzählungen.
Hanna Mecke war eine überzeugte Fröbelepigonin. Über Friedrich Fröbel, die Bedeutung, den Sinn und Zweck des Kindergartens vermerkte sie:
Im Kindergarten bietet 'Fröbel' aber auch den Kindern eine Pflegestätte, wo all das emporblühen soll, was in der Familie, sei es durch Unwissenheit, Selbstsucht, Verzärtelung, Armut oder Reichtum, sich nicht naturgemäß und schlicht im Kinde entwickeln kann: Die Stätte, wo unter Gottes Schutz und Sorgfalt erfahrener Erzieher die Kinder als Keime und Glieder der Menschheit in Übereinstimmung mit sich, mit Gott und der Natur erzogen werden sollen, wo die Kräfte, die Gott mit Vaterliebe gegeben, durch 'Tun' zu ihm sich erheben sollen. Freude zu bringen, soll des Kindergartens erste Aufgabe sein, und diese Freudigkeit sieht der erfahrene Psychologe als Triebkraft bester Art an, die sich in Form des Spiels darstellt.

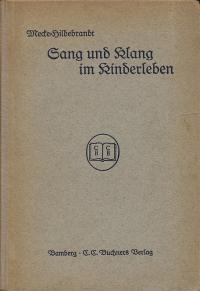
Sang und Klang im Kinderleben, Bamberg 1913

Im Ruhestand setzte sich Hanna Mecke weiterhin für den Kindergarten und die Fröbelpädagogik ein. Sie unterrichtete u. a. junge Mädchen und Frauen in Pädagogik und Psychologie, betätigte sich aktiv als Fachschriftstellerin und im Deutschen Fröbelverband.
In Lingen wurde ein Weg nach ihr benannt. Die von ihr in Kassel gegründete Ausbildungsstätte existiert noch heute.

## Schriften (Auswahl)
- Fröbels Ideen in ihrem Einfluss auf die pädagogische und soziale Wirklichkeit. Bamberg 1909.
- Fröbels Gaben und Beschäftigungen in ihrem Wert als Spiel-, Arbeits- und Lehrmittel. Bamberg 1910.
- Friedrich Fröbels Lebensweg und Lebenswerk. Bamberg 1910.
- Warum brauchen wir Kindergärten und Kinderhorte? Bamberg 1910.
- Sang und Klang im Kinderleben. Bamberg 1913.
- Leitfaden der Berufskunde für Frauenschulen, Kindergärtnerinnen- und Jugendleiterinnen-Seminare und Kleinkindlehrerinnen-Seminare. Bamberg 1913.